# SC Vorwärts Breslau
Vorwärts Breslau – niemiecki klub piłkarski z siedzibą we Wrocławiu, działający w latach 1910–1945.

## Historia
W 1910 został założony klub SC Vorwärts Wrocław. W 1933 był jednym z założycieli Gauliga Schlesien. W sezonie 1933/34 debiutował w Gauliga Schlesien. W sezonie 1937/38 zajął przedostatnie (spadkowe) 9 miejsce w Gauliga Schlesien i na dwa sezony pożegnał się z rozgrywkami na szczeblu najwyższym. Potem jeszcze w sezonach 1940/41 występował w Gauliga Schlesien, a po reformie systemu lig w Gauliga Niederschlesien w sezonie 1943/44. Zajął 1 miejsce w Staffel 1, ale w barażach o udział w turnieju finałowym Mistrzostw Niemiec został pokonany przez Breslauer SpVg 02 (0:8 i 2:4).
W 1945 klub został rozwiązany.

## Sukcesy
- mistrz Gauliga Niederschlesien (Staffel 1): 1943/44